# Une femme diabolique
Pour plus de détails, voir Fiche technique et Distribution.
Une femme diabolique  (Queen Bee) est un film américain réalisé par Ranald MacDougall, sorti en 1955.

## Fiche technique
- Titre : Une femme diabolique
- Titre original : Queen Bee
- Réalisation : Ranald MacDougall
- Scénario : Ranald MacDougall d'après un roman de Edna L. Lee
- Production : Jerry Wald
- Société de production : Columbia Pictures
- Photographie : Charles Lang
- Montage : Viola Lawrence
- Direction musicale : Morris Stoloff
- Musique : George Duning
- Direction artistique : Ross Bellah
- Décorateur de plateau : Louis Diage
- Costumes : Jean Louis
- Pays d'origine : États-Unis
- Format : Noir et blanc - Son : Mono (Western Electric Recording)
- Genre : Drame
- Durée : 95 minutes
- Dates de sortie :
  - États-Unis : 7 novembre 1955

## Distribution
- Joan Crawford : Eva Phillips
- Barry Sullivan : Avery 'Beauty' Phillips
- Betsy Palmer : Carol Lee Phillips
- John Ireland : Judson Prentiss
- Lucy Marlow : Jennifer Stewart
- William Leslie : Ty McKinnon
- Fay Wray : Sue McKinnon
- Katherine Anderson : Miss Breen
- Tim Hovey : Ted Phillips
- Linda Bennett : Trissa Phillips
- Juanita Moore : Femme de ménage (non créditée)